# Graskleefsteelmycena
De graskleefsteelmycena (Mycena epipterigya), ook wel kleefsteelmycena genoemd, is een zwam uit de familie Mycenaceae. De soort is saprotroof en variabel van uitzicht. Hij komt voor tussen gras, blad, naalden en op verterend hout, in loof-, naaldbos, heide en grasland, vooral op zure, voedselarme bodems.

## Kenmerken

### Uiterlijke kenmerken
Hoed
De graskleefsteelmycena heeft een kleverig, elastisch en aftrekbaar hoedoppervlak. De hoed is 1 tot 2 cm breed en de kleur varieert van geelgroen over geelbruin tot grijsbruin.
Steel
De cilindrische steel is tot 8 cm lang en 1-3 mm breed. Het is taai, hol, geelachtig tot geelachtig groen van kleur en is, net als de hoed, bedekt met een geleiachtige huid. het nat is, voelt de steel erg slijmerig tot plakkerig aan.
Lamellen
De lamellen zijn breed aangehecht tot iets aflopend en witachtig tot grijswit van kleur, soms met bruine vlekken.
Geur en smaak
Het vruchtlichaam ruikt licht geraniumachtig, maar het kan ook muf-aards of muf-meelachtig ruiken. Het vlees smaakt licht bloemig.
Sporenprint
De sporenprint is wit of heel licht roze.

### Microscopische kenmerken
De basidia zijn clavaat en meten 27-35 × 7-8 μm. De basidia kunnen meestal vier en soms twee sterigmata hebben. De basidiosporen zijn glad, amyloïde, appelpitvormig en meten 8-10 × 4-5,5 µm. De sporen van basidia met twee sterigmata zijn iets groter (9–13,5 × 7–8 µm).
De knotsachtige cheilocystidia zijn overvloedig aanwezig breed en meten 12,5–55 µm lang en 4,5–10 µm. Ze hebben een aantal ongelijk verdeelde en nogal grove en lange uitlopers. De cilindrische tot licht opgeblazen uitlopers zijn 2-14,5 μm lang en 1-4,5 μm dik. Ze kunnen eenvoudig zijn, maar zijn meestal gevorkt of vertakt. Pleurocystidia zijn afwezig. De lamellaire trama is dextrinoïde en kleurt wijnbruin.

## Verspreiding
Deze soort komt algemeen in de lage landen voor. De soort groeit in diverse habitats: zowel in loof- en naaldbossen als in heide en schrale graslanden. De soort groeit op de grond en tussen strooisel. Zie de foto in de taxobox voor een typische ondergrond waarop de graskleefsteelmycena gevonden wordt.

## Foto's

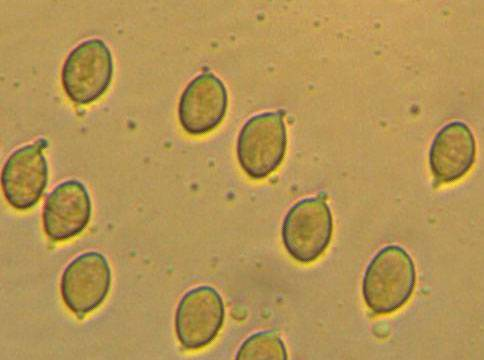
Sporen
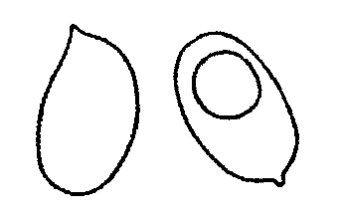
Sporen zijn appelpitvormig
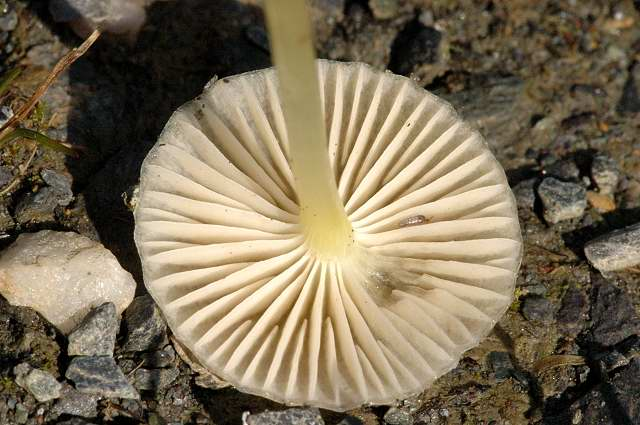
17-23 lamellen reiken vanaf de hoedrand tot de steel